# 시실리엔느
《시실리엔느 작품번호 78》은 가브리엘 포레가 1893년에 작곡한 소품이다. 이 작품은 원래 관현악곡이었으나 작곡가가 첼로와 피아노용으로 편곡했으며 이를 다시 부수음악인 《펠레아스와 멜리장드》의 일부로 삽입하면서 관현악곡용으로 다시 편곡했다.